# 考津齐·费伦茨

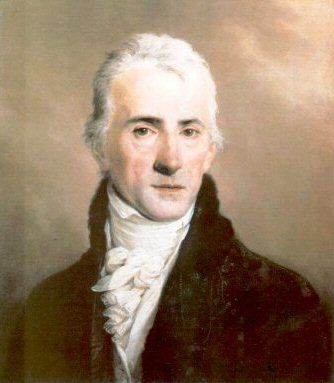
考尔岑·费伦茨

考津齐·费伦茨（匈牙利語：Ferenc Kazinczy；1759年10月27日—1831年8月23日），匈牙利作家、匈牙利语言改革家、匈牙利诗人，解放了匈牙利语。（得以在匈牙利使用匈牙利语。在他之前，匈牙利使用拉丁语，德语）
1832-1836年的国会中已经开始使用2种语言的法律书籍。（拉丁，匈牙利语）
1848年匈牙利语成为匈牙利的官方语言。